# الهجيرة (الحيمة الداخلية)

تعديل مصدري - تعديل

الهجيرة هي إحدى قرى عزلة الحدب بمديرية الحيمة الداخلية التابعة لمحافظة صنعاء، بلغ تعداد سكانها 177 نسمة حسب تعداد اليمن لعام 2004.